# Echinocereus

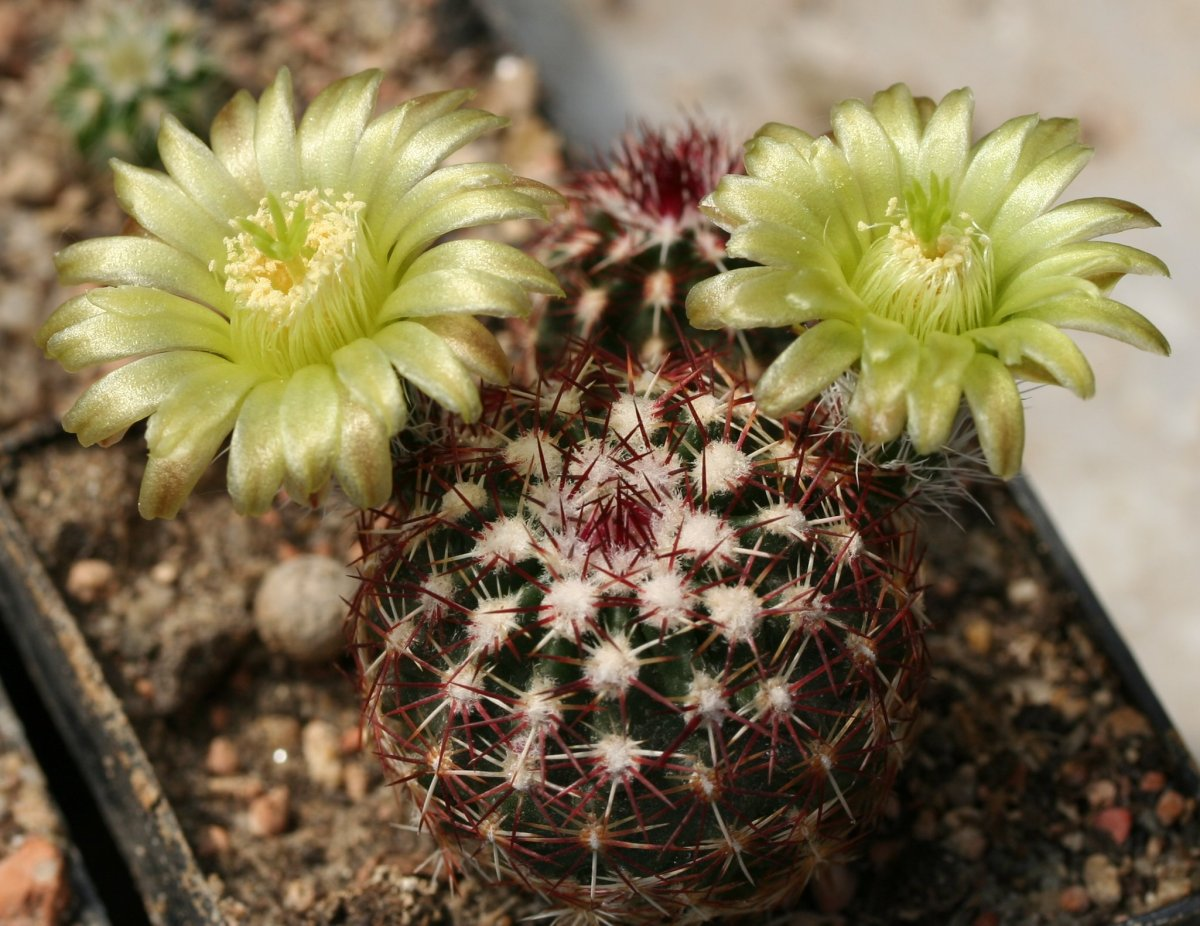
Echinocereus viridiflorus

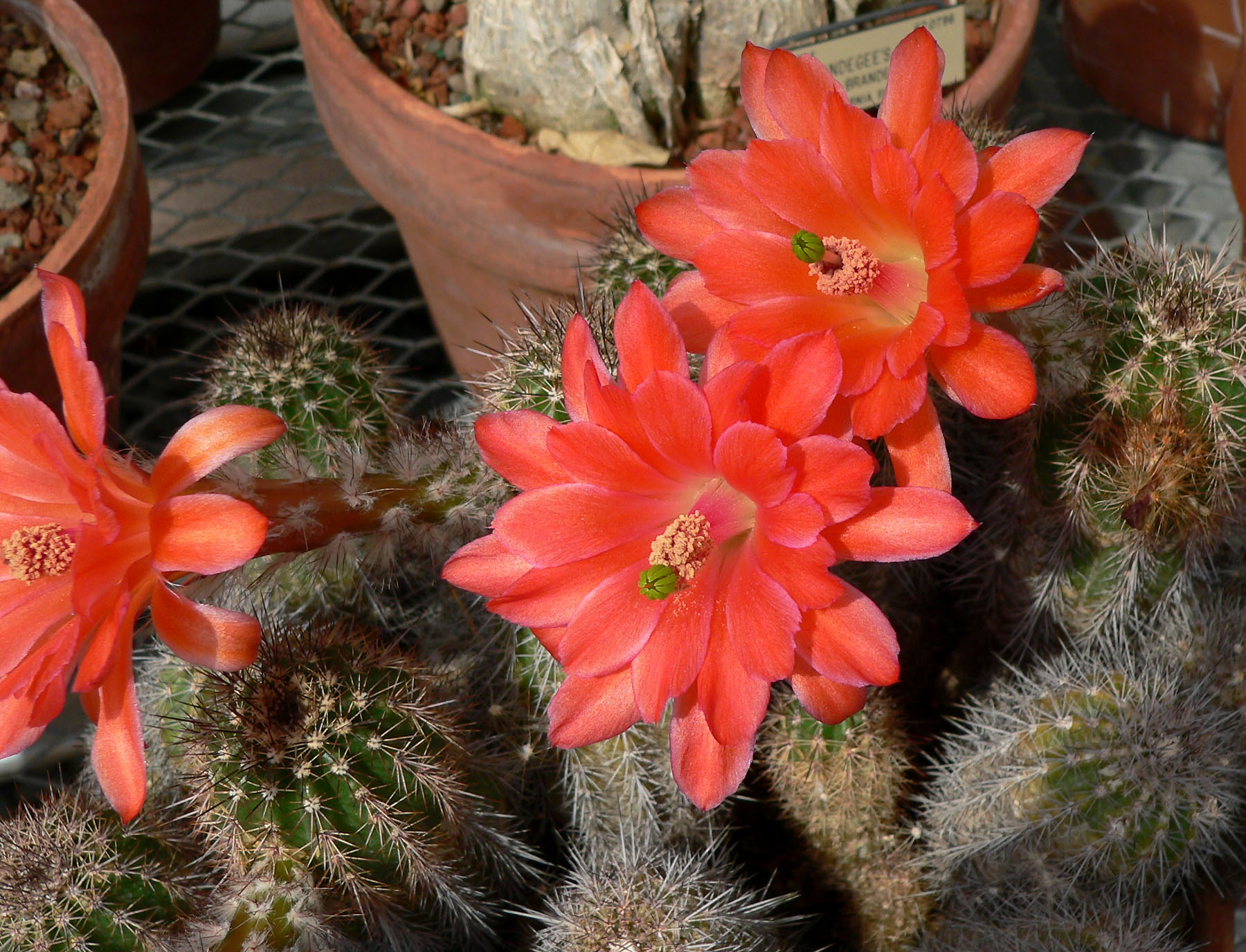
E. polyacanthus ssp huitcholensis

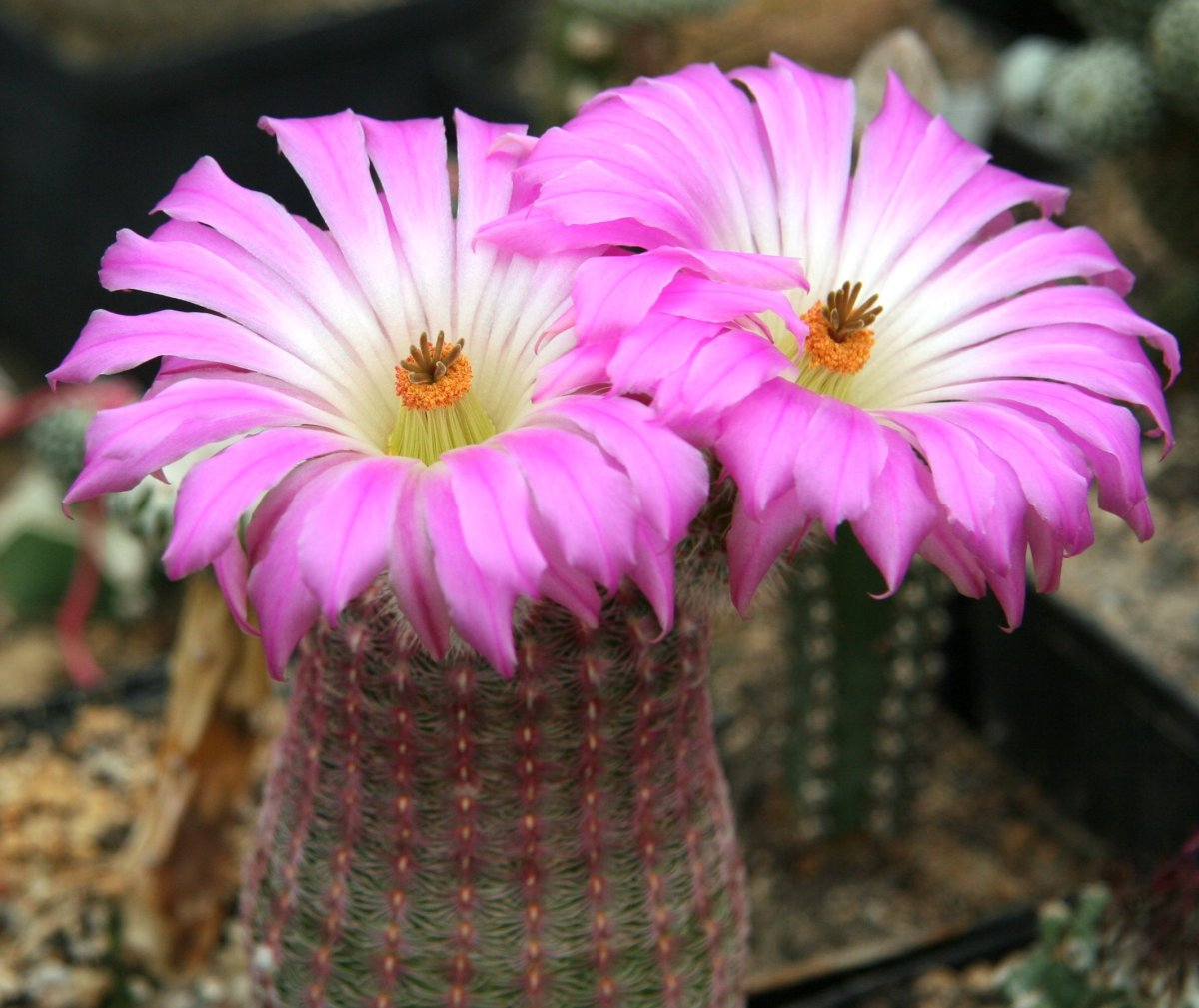
E. rigidissimus ssp rubispinus

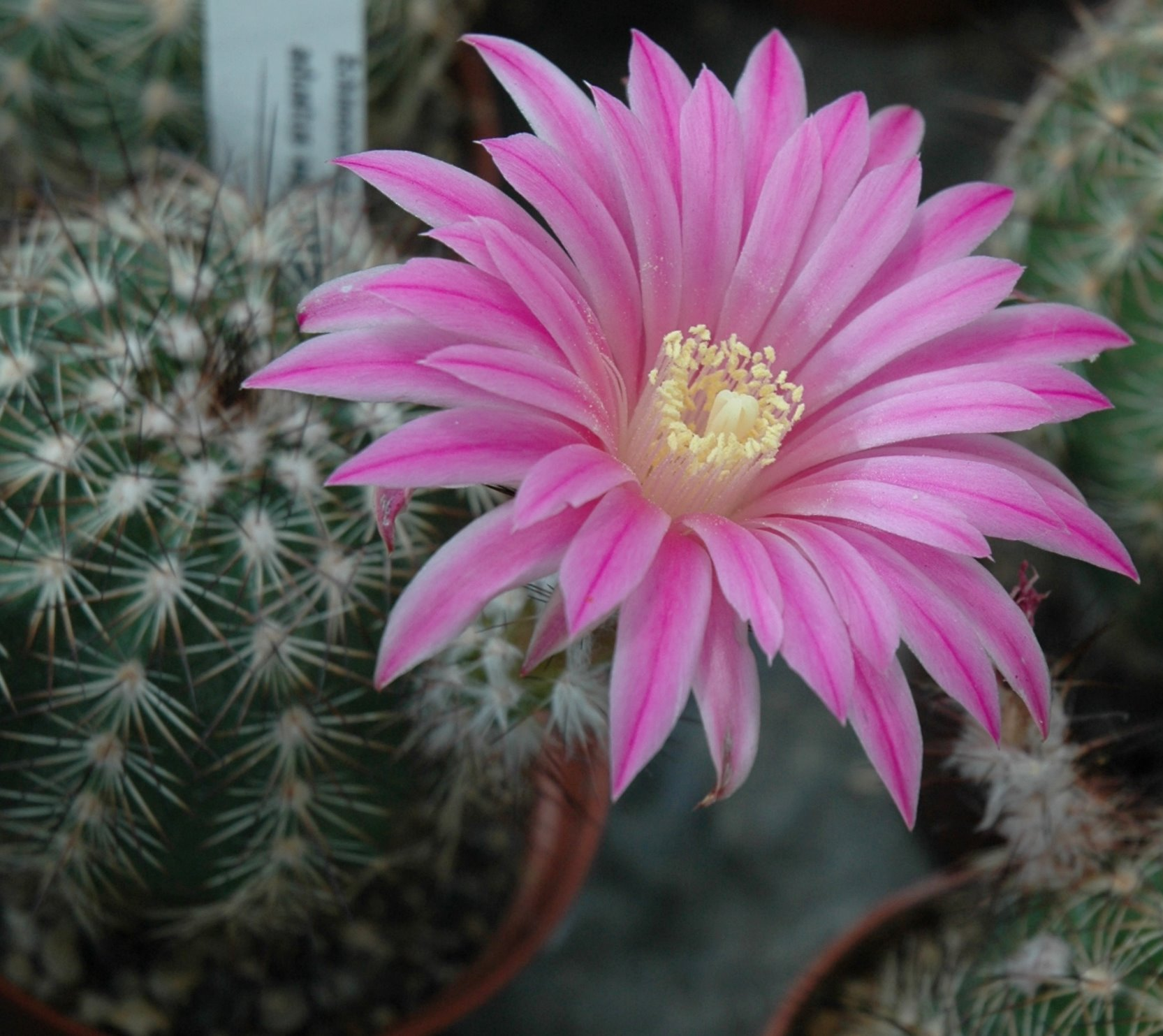
E. adustus ssp. roemerianus

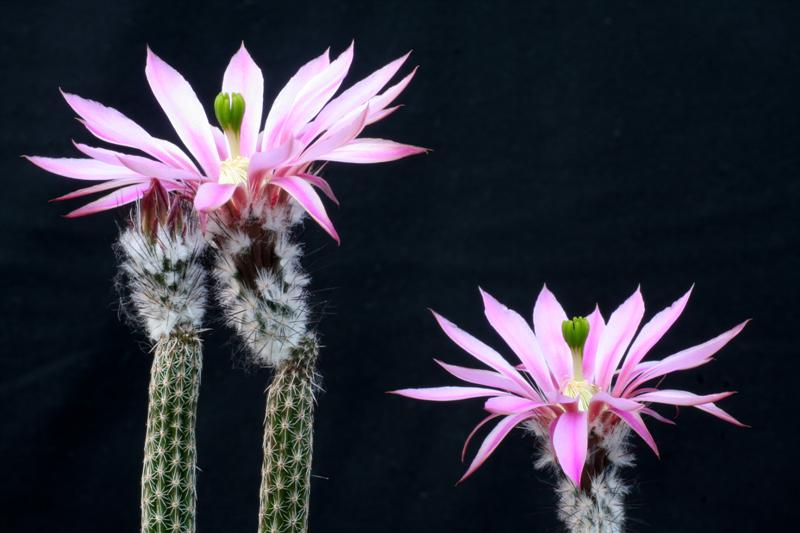
Echinocereus schmolii

Echinocereus Engelm. – rodzaj sukulentów z rodziny kaktusowatych (Cactaceae). Gatunkiem typowym jest [: E. viridiflorus  Engelm.

## Systematyka
Synonimy
Morangaya G. D. Rowley, Wilcoxia Britton & Rose
Pozycja systematyczna według APweb (aktualizowany system APG III z 2009)
Należy do rodziny kaktusowatych (Cactaceae) Juss., która jest jednym z kladów w obrębie rzędu goździkowców (Caryophyllales)  i klasy roślin okrytonasiennych. W obrębie kaktusowatych należy do plemienia Pachycereeae, podrodziny Cactoideae.
Pozycja w systemie Reveala (1993-1999)
Gromada okrytonasienne (Magnoliophyta Cronquist), podgromada Magnoliophytina Frohne & U. Jensen ex Reveal, klasa Rosopsida Batsch, podklasa goździkowe (Caryophyllidae Takht.), nadrząd  Caryophyllanae Takht.,  rząd goździkowce (Caryophyllales Perleb), podrząd Cactineae Bessey in C.K. Adams, rodzina kaktusowate (Cactaceae Juss.), rodzaj Echinocereus Engelm.
Gatunki
- Echinocereus adustus Engelm.
- Echinocereus apachensis W.Blum & Rutow
- Echinocereus barthelowanus Britton & Rose
- Echinocereus berlandieri (Engelm.) J.N.Haage
- Echinocereus brandegeei (J.M.Coult.) Schelle
- Echinocereus bristolii W.T.Marshall
- Echinocereus bristolii W.T.Marshall
- Echinocereus chisoensis W.T.Marshall
- Echinocereus chloranthus (Engelm.) J.N.Haage
- Echinocereus cinerascens (DC.) Lem.
- Echinocereus coccineus Engelm.
- Echinocereus dasyacanthus Engelm.
- Echinocereus delaetii (Gürke) Gürke
- Echinocereus engelmannii (Parry ex Engelm.) Lem.
- Echinocereus enneacanthus Engelm.
- Echinocereus fasciculatus (Engelm. ex B.D.Jacks.) L.D.Benson
- Echinocereus fendleri (Engelm.) Rümpler
- Echinocereus ferreirianus H.E.Gates
- Echinocereus flaviflorus (Engelm. ex J.M. Coult.) Hildemann in Schumann
- Echinocereus grandis Britton & Rose
- Echinocereus klapperi W.Blum
- Echinocereus knippelianus Liebner
- Echinocereus laui G.Frank
- Echinocereus leucanthus N.P.Taylor
- Echinocereus lindsayi Meyran
- Echinocereus longisetus (Engelm.) Lem.
- Echinocereus mapimiensis E.F.Anderson, W.C.Hodg. & P.Quirk
- Echinocereus maritimus (M.E.Jones) K.Schum.
- Echinocereus nicholii (L.D.Benson) B.D.Parfitt
- Echinocereus nivosus Glass & R.A.Foster
- Echinocereus ortegae Rose
- Echinocereus palmeri Britton & Rose
- Echinocereus pamanesiorum A.B.Lau
- Echinocereus papillosus Linke ex C.F.Först. & Rümpler
- Echinocereus parkeri N.P.Taylor
- Echinocereus pectinatus (Scheidw.) Engelm.
- Echinocereus pensilis (Brandegee) J.A.Purpus
- Echinocereus pentalophus (DC.) Lem.
- Echinocereus pleiogonus (Labour.) Croucher
- Echinocereus polyacanthus Engelm.
- Echinocereus poselgeri Lem.
- Echinocereus primolanatus Fritz Schwarz ex N.P.Taylor
- Echinocereus pseudopectinatus (N.P.Taylor) N.P.Taylor
- Echinocereus pulchellus (Mart.) K.Schum.
- Echinocereus rayonesensis N.P.Taylor
- Echinocereus reichenbachii (Terscheck) J.N.Haage
- Echinocereus rigidissimus (Engelm.) F.Haage
- Echinocereus × roetteri (Engelm.) Engelm. ex Rümpler
- Echinocereus russanthus D.Weniger
- Echinocereus scheeri (Salm-Dyck) Scheer
- Echinocereus schereri G.Frank
- Echinocereus schmollii (Weing.) N.P.Taylor
- Echinocereus sciurus (K.Brandegee) Britton & Rose
- Echinocereus scopulorum Britton & Rose
- Echinocereus spinigemmatus A.B.Lau
- Echinocereus stoloniferus W.T.Marshall
- Echinocereus stramineus (Engelm.) F.Seitz
- Echinocereus subinermis Salm-Dyck ex Scheer
- Echinocereus triglochidiatus Engelm.
- Echinocereus viereckii Werderm.
- Echinocereus viridiflorus Engelm.
- Echinocereus websterianus G.E.Linds.
- Echinocereus yavapaiensis M.A.Baker

## Zastosowanie
- Wiele gatunków echinocereusów uprawia się w mieszkaniach i szklarniach jako ozdobne rośliny doniczkowe. Do hodowli na zewnątrz pod warunkiem ochrony przed wilgocią nadają się w warunkach środkowoeuropejskich gatunki: E. coccineus, E. reichenbachii, E. viridiflorus oraz E. triglochidiatus[8].